# Laurențiu Paicu
Laurențiu Paicu (n. 15 martie 1990, Orăștie, Județul Hunedoara) este un arhitect și designer de interior român, cunoscut pentru proiecte rezidențiale de lux, prezentate în numeroase publicații și emisiuni TV și radio. Stilul său a fost descris de revista Luxury ca având elemente de maximalism și o abordare scenografică în design.  
Paicu a devenit cunoscut publicului larg ca participant în sezonul al nouălea al emisiunii MasterChef România (2024).

## Biografie și educație
Laurențiu Paicu s-a născut la 15 martie 1990, în Orăștie, Județul Hunedoara, din părinții Adriana și Dan Paicu.  
A urmat Școala și Liceul de Artă și Arhitectură „Sigismund Toduță” din Deva, apoi studiile universitare la Facultatea de Arhitectură din Oradea și Universitatea de Arhitectură și Urbanism „Ion Mincu” din București, unde a absolvit ca șef de promoție.

## Stil
Paicu este recunoscut pentru un stil distinct în designul interior, definit printr-un lux avangardist, scenografic, cu accente puternice pe funcționalitate și artă. Abordează maximalismul într-o manieră considerată unică în România, îmbinând elemente de impact vizual cu soluții tehnice și estetice adaptate fiecărui proiect.

## Carieră
Paicu activează în domeniul designului interior și arhitecturii din 2015, fiind cunoscut pentru proiectele sale rezidențiale și comerciale de lux. Lucrările sale se disting printr-un amestec de elemente avangardiste, detalii artistice și soluții personalizate, adaptate fiecărui client. A fost prezent în numeroase publicații de specialitate și a avut apariții regulate în emisiuni de televiziune dedicate designului. Este cunoscut pentru amenajări de penthouse-uri și vile private, integrând soluții funcționale, elemente artistice și decor scenografic.

## Proiecte notabile
De-a lungul carierei, Paicu a realizat proiecte rezidențiale de lux în București, incluzând penthouse-uri și vile private. Printre acestea se numără și Grand Penthouse de pe Splaiul Unirii, descris de revista Luxury ca fiind unul dintre cele mai sofisticate penthouse-uri din România.

## Televiziune și media
Pe lângă apariția în MasterChef România (2024), Paicu a realizat rubrici de design interior la A7TV și Metropola TV.  
A fost invitat la Radio 3Net pentru interviuri despre estetică și tendințe în design interior.
A apărut pe coperțile revistelor de specialitate:
- Casa și Grădina – Primăvara 2023 (Nr. 1/2023), Toamna 2023 (Nr. 4/2023), Primăvara 2024, Toamna 2024, Primăvara 2025;[12][13]
- Luxury – Ianuarie 2025;[14]

Sunt confirmate apariții viitoare pe coperțele Luxury (Septembrie 2025) și Casa și Grădina (Toamna 2025).

## Premii și recunoaștere
- 2017 – Premiu Galei revistei Casa Lux, pentru originalitate și profesionalism în design interior.[15]
- 2021 – Gala iSuccess – Premiu pentru Excelență în design interior.[16]
- 2021 – Gala Performanței și Excelenței – Premiu pentru Excelență în design interior.[17]
- 2022 – Gala Performanței și Excelenței – Premiul „Designerul de interior al Anului”.[18][19][20]
- 2022 – Gala Radar de Media Awards – Premiul „Designerul de Interior al Anului”.[21][22][23]
- 2023 – Gala Performanței și Excelenței – Trofeul Galei pentru Inovație, Calitate, Profesionalism, Talent și Unicitate în design interior.[24][25][26]
- 2023 – Gala Radar de Media Awards – Premiul „Designerul de Interior al Anului”.[27][28]
- 2024 – Gala Performanței și Excelenței – Premiul „Cea mai puternică personalitate masculină a României cu rezultate remarcabile în arhitectură – Cel mai bun designer interior al anului 2024 pentru originalitate și inovație, garanția calității”.[29][30]
- 2024 – Gala Radar de Media Awards – Best Interior Designer.[31]

## Publicații și mențiuni
În 2016, Paicu a fost inclus în volumul 100 de fețe ale inovației, coordonat de Mihaela Nicola și Marius Stoian, publicat de Editura Nemira sub egida The Financial Times și The Institute. Lucrarea reunește 100 de personalități din România, recunoscute pentru contribuțiile lor în domenii precum cultură, artă, știință, tehnologie și antreprenoriat social.

## Conferințe și evenimente
Paicu a fost inclus pe lista speakerilor la evenimentul ArtDesign Days 2025.